# À l'Olympia (album d'Émilie Simon)
Pour les articles homonymes, voir À l'Olympia.
Albums de Émilie Simon
The Flower Book
(2006) The Big Machine
(2009)
À l’Olympia est le premier album live d’Émilie Simon. Enregistré le 19 septembre 2006 à l’Olympia, il est sorti le 26 février 2007 aux États-Unis et le 5 mars en Europe.
Il contient des chansons de ses trois albums et le DVD contient un making-of de l’album, une vidéo tournée au Japon pour Dame de lotus et les clips de Désert, Flowers et Fleur de saison.

## Liste des titres

### CD
1. Dame de lotus
2. Fleur de saison
3. Rose hybride de thé
4. In the Lake
5. Sweet Blossom
6. Swimming
7. Opium
8. Vieil Amant
9. Ice Girl
10. I Wanna Be Your Dog de Iggy Pop & The Stooges
11. Song of the Storm
12. Never Fall in Love
13. Desert
14. Alicia
15. En cendres
16. My Old Friend
17. Graines d'étoiles
18. Flowers
19. Come As You Are de Nirvana

### DVD
1. Intro
2. Dame de lotus
3. Fleur de saison
4. Rose hybride de thé
5. In the Lake
6. Blossom
7. Annie
8. Swimming
9. Opium
10. Vieil Amant
11. Ice Girl
12. All Is White
13. I Wanna Be Your Dog
14. Never Fall in Love
15. Désert
16. Alicia
17. En cendres

Rappel 1
1. Graines d'étoiles

Rappel 2
1. My Old Friend
2. Flowers

Rappel 3
1. Come As You Are de Nirvana